# Richersdorf (Eisleben)
Richersdorf ist eine Wüstung zwischen Unterrißdorf und Wormsleben im Landkreis Mansfeld-Südharz in Sachsen-Anhalt, Deutschland.

## Lage
Die Wüstung liegt 750 m ostsüdöstlich der Kirche von Unterrißdorf. Unmittelbar nördlich führt die Verbindungsstraße zwischen Unterrißdorf und Wormsleben vorbei. Im Süden fließt die Böse Sieben vorbei. Die Dorfflur erstreckte sich zwischen dem Fuchsgrund und dem Schalksberg.

## Geschichte
Laut dem Autor Neuß handelte es sich bei Richersdorf um ein deutsches Dorf der fränkischen Siedlungsphase, das im 14. Jahrhundert einging. Als Grund für das Wüstfallen kommen Flutereignisse der Bösen Sieben infrage. Der Ort unterstand der Gerichtsbarkeit von Hedersleben mit überordnetem Gericht in Bösenburg.
Die erste bekannte urkundliche Erwähnung des Orts erfolgte im Jahre 1295, als Hans Müle von „Richardesdorf“ Zeuge bei einer Waldschenkung an das Kloster Wiederstedt war. Am 26. Juni 1301 übereigneten Albert der Ältere und Albert der Jüngere von Hackeborn dem Kloster Helfta u. a. eine Hufe „in campo Rachardestorp“, die vorher Ulrich von Eisleben besessen hatte. Am 19. April 1308 trat Everhardus in „Rychardestorp“ als Zeuge einer Urkunde des Edlen Albert IV. von Hakeborn auf. Am 22. Februar 1308 übertrug Graf Burchard IV. von Mansfeld u. a. drei Hufen mit Mühle, Weidefleck und Fischteich in „Richardestorp“ vom Kloster Paulinzella an das Kloster Helfta. Erzbischof Burchard III. verkaufte am 10. Juni 1320 das Haus und Gericht zu Hedersleben zusammen mit Wormsleben und „Rychardstorp“ an Graf Burchard von Mansfeld. Im Jahre 1323 wurde der Ort als „Michardsdorf“ erwähnt. Der Pfarrer Ekbert in „Richardestorp“ trat 1333 als Zeuge in einer Urkunde des Liebfrauenklosters in Aschersleben auf. Am 21. März 1357 tauschten der Probst und Konvent zu Hedersleben mit dem Kloster Helfta eine Hufe in Klein Eisleben gegen ein Gehölz in „campis Rychardestorp“ und das unmittelbar benachbarte Veseckenholz. Im Jahre 1384 wurde in einer Urkunde der Stadt Eisleben die Mühlgerechtigkeit auf die Stadt selbst und einige Dörfer festgelegt, ausgenommen das Kloster Neu-Helfta und „Richendorf“. Im Jahre 1400 zahlte „Richtardesdorp“ 16 Groschen Prokuraturgebühr. Am 6. März 1421 verglichen sich der Probst und Konvent des Klosters Neu-Helfta und Graf Gebhard von Mansfeld über einen Weinberg im „Richersdörfischen“ Felde derart, dass der Graf das Kloster mit dem Weinberg belehnte, den er vorher den Herren von Hackeborn abgekauft hatte.